# Giuggianello
Giuggianello är en ort och kommun i provinsen Lecce i regionen Apulien i Italien. Kommunen hade 1 196 invånare (2017).